# Stradivarius (film)
Stradivarius – włosko-francuski film biograficzny z 1988 roku w reżyserii Giacomo Battiato. Zdjęcia kręcono w Cremonie.

## Fabuła
Antonio Stradivari pierwszy raz usłyszał skrzypce jako dziecko. Zafascynowany tym instrumentem, zbudował własny, czym zaimponował Nicoli Amatiemu – lutnikowi z Cremony. Antonio rozpoczął praktykę u niego, gdzie doskonalił swoje umiejętności. Jednocześnie podkochiwał się we Francesce, która została jego żoną.

## Główne role
- Anthony Quinn jako Antonio Stradivari
- Stefania Sandrelli jako Antonia Maria
- Valérie Kaprisky jako Francesca
- Francesco Quinn jako Alessandro
- Danny Quinn jako Francesco
- Lorenzo Quinn jako Antonio Stradivari (młody)
- Fanny Bastien jako Caterina
- Leopoldo Trieste jako Nicola Amati
- Patrizia De Clara jako Maddalena